# Міжнародний рух Червоного Хреста і Червоного Півмісяця
Міжнаро́дний рух Черво́ного Хреста́ і Черво́ного Півмі́сяця — міжнародний гуманітарний рух, в якому беруть участь близько 97 мільйонів добровольців у всьому світі. Метою діяльності руху є захист людського життя та здоров'я, запобігання людським стражданням та їх полегшення, незалежно від раси, релігійних та політичних поглядів.
Складовими частинами руху є:
- Міжнародний комітет Червоного Хреста (МКЧХ) — приватна організація, яка була заснована в 1863 році в Женеві, Швейцарія. Комітет, що складається з 25 членів має унікальні повноваження, які були наданні міжнародною спільнотою, щоб захищати життя та гідність жертв міжнародних та внутрішніх збройних конфліктів.
- Міжнародна Федерація Товариств Червоного Хреста і Червоного Півмісяця (МФЧХ і ЧП) — організація, заснована в Парижі в 1919 році. Федерація займається координацією всіх національних організацій в межах руху. В тісній співпраці з національними організаціями вона проводить міжнародні гуманітарні операції, які потребують значних ресурсів. Міжнародний секретаріат Федерації знаходиться в Женеві, Швейцарія.
- Національні товариства Червоного Хреста та Півмісяця, які представлені 186 національними об'єднаннями, що визнані МКЧХ та є повноправними членами Федерації (МФЧХ і ЧП). Кожен з них працює в своїй країні відповідно до принципів міжнародного гуманітарного права та статутів руху. Залежно від обставин, національні об'єднання можуть виконувати додаткові гуманітарні завдання, які безпосередньо не визначаються міжнародним законодавством чи мандатами членів міжнародного руху.

## Історія

### Міжнародний комітет Червоного Хреста

#### Сольферіно, Анрі Дюнан та заснування Міжнародного комітету Червоного Хреста

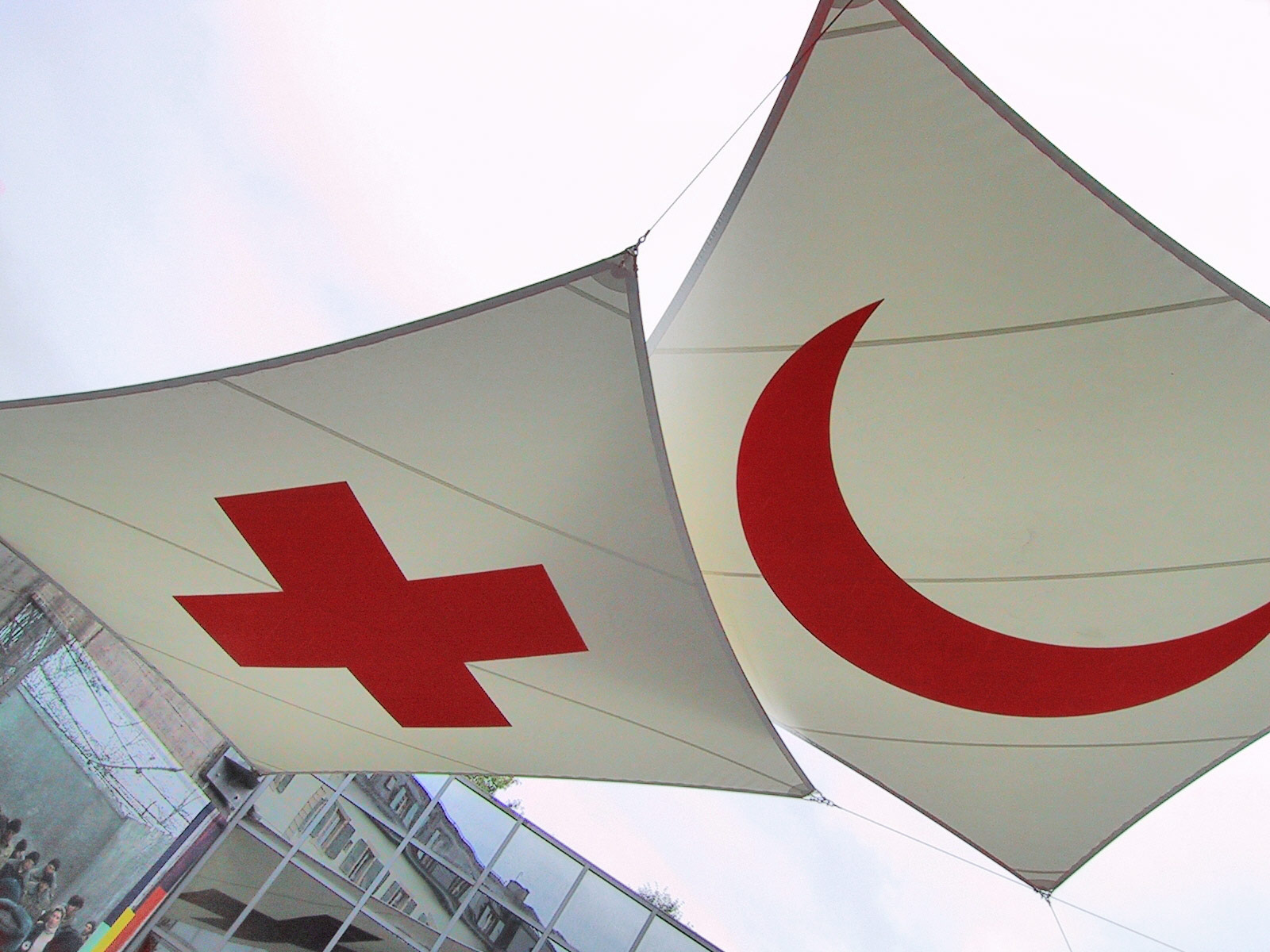
Емблеми Червоного Хреста та Червоного Півмісяця в музеї в Женеві

Аж до середини XIX століття не існувало ефективної системи забезпечення лікування поранених у бою солдатів та місць для їхнього безпечного розташування. У червні 1859 року швейцарський бізнесмен Анрі Дюнан їздив в Італію для того, щоб зустрітися з французьким імператором Наполеоном III для обговорення труднощів проведення бізнесу в Алжирі, який тоді був окупований Францією. Ввечері 24 червня він приїхав в містечко Сольферино, де став свідком битви, під час якої загинуло або було поранено близько 40000 солдатів з кожного боку. Анрі Дюнан був шокований наслідками битви та відсутністю елементарної медичної допомоги пораненим. Він повністю відмовився від первинної мети своєї подорожі і кілька днів присвятив себе лікуванню та догляду за пораненими. Повернувшись додому в Женеву, він вирішив написати книжку, яку видав власним коштом в 1862 році під назвою «Спогади про Сольферіно». Він розіслав декілька екземплярів книжкок провідним політичним та військовим діячам Європи. Окрім видання книжки, Дюнан відстоював утворення національних, добровільних організації, які б допомагали пораненим солдатам під час війни. Крім того він закликав до розробки та підписання міжнародних договорів, які б гарантували безпеку нейтральних медиків та лікарень для поранених на полі бою.

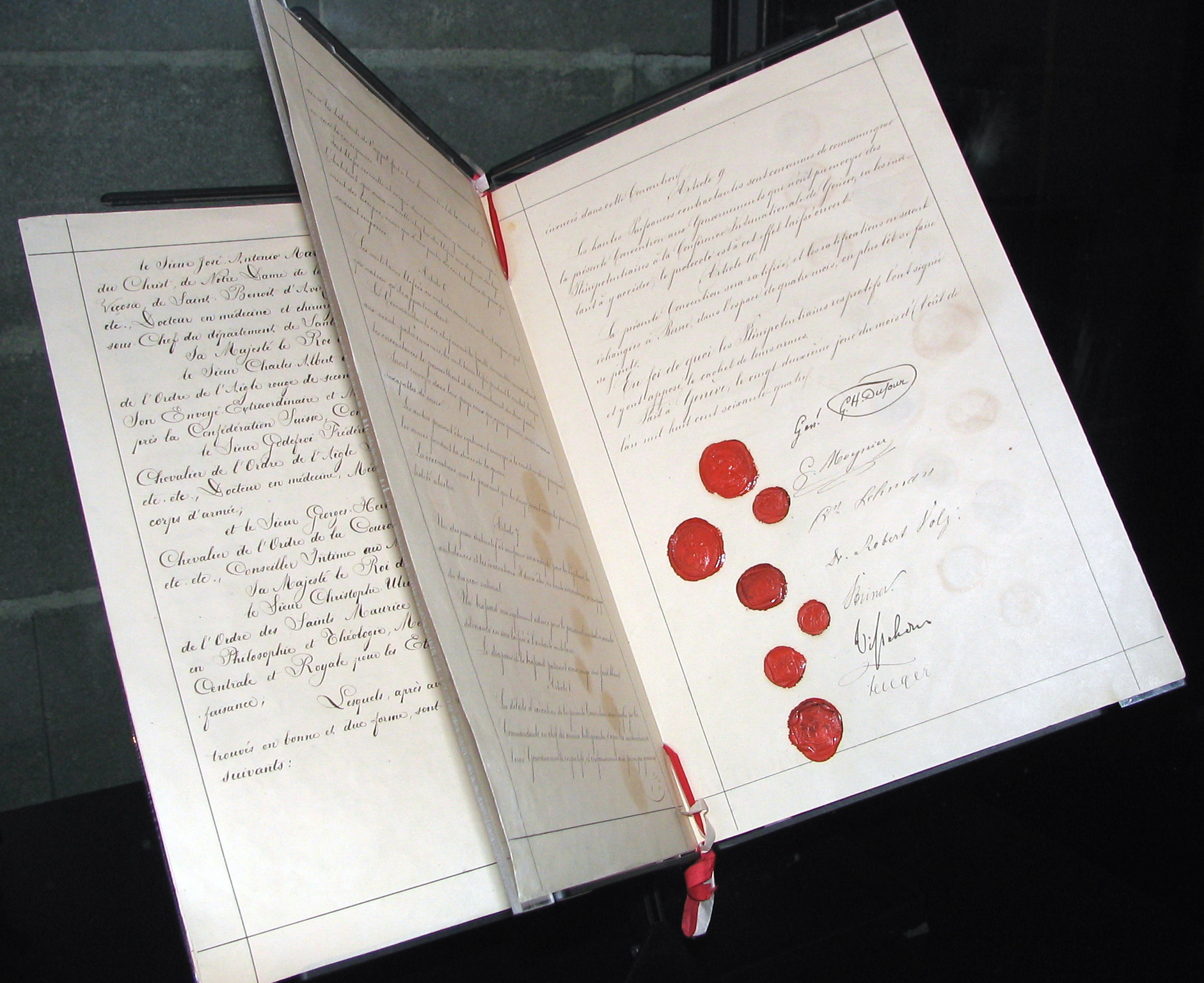
Оригінал Першої Женевської конвенції, 1864

9 лютого 1863 році в Женеві, Анрі Дюнан заснував «Комітет п'яти», до якого крім самого Дюнана ввійшли ще чотири представники впливових женевських родин: Гюстав Муаньє, правник і голова Женевського товариства публічного добробуту, лікар Луї Аппіа з великим досвідом роботи в польових умовах, друг і колега Аппіа Теодор Монуар із Женевської комісії гігієни та охорони здоров'я та Ґійом-Анрі Дюфур, впливовий генерал швейцарської армії. Комітет був комісією Женевського товариства публічного добробуту. Він поставив собі метою вивчити питання про можливість втілення ідеї Дюнана й організувати міжнародну конференцію щодо практичного втілення цієї ідеї в життя. Через вісім днів п'ятірка вирішила перейменувати свій комітет у «Міжнародний комітет допомоги пораненим». З 26 по 29 жовтня 1863 року у Женеві відбулася міжнародна конференція, організована комітетом. Конференція ставила перед собою мету розробити систему практичних заходів з метою покращення роботи медичних служб на полі бою. В роботі конференції взяли участь 36 делегатів: 18 офіційних делегатів від урядів країн, 6 представників неурядових організацій, 7 неофіційних чужоземних делегатів та 5 членів комітету. На конференції були преставлені: Австро-Угорська імперія, Баден, Королівство Баварія, Франція, Королівство Ганновер, Гессе-Кассель, Італійське королівство, Нідерланди, Пруссія, Російська імперія, Королівство Саксонія, Іспанія, Шведсько-Норвезький союз та Сполучене королівство Великої Британії та Ірландії.

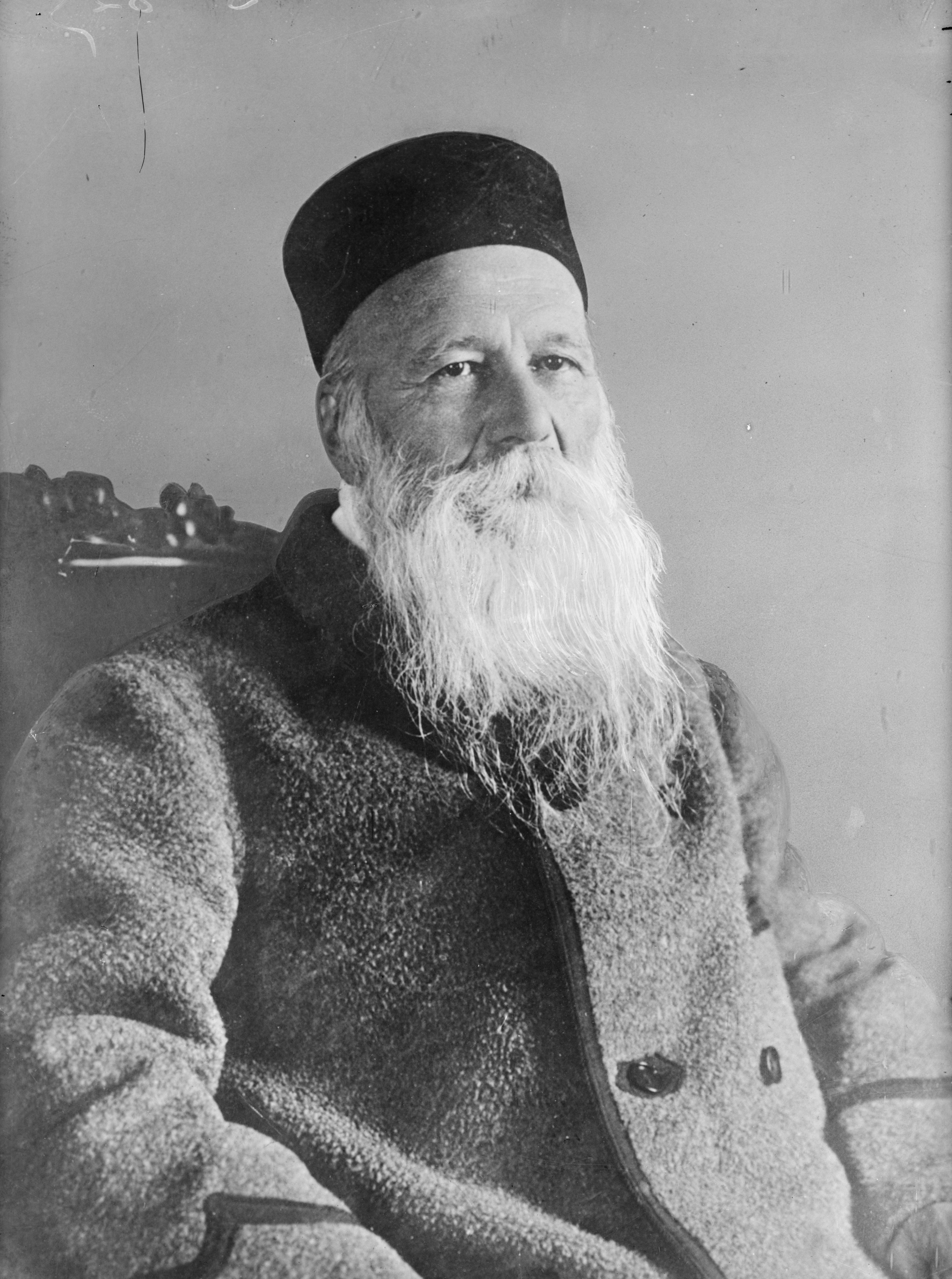
Анрі Дюнан, автор книжки «Спогади про Сольферіно»

У резолюції конференції, прийнятій 29 жовтня 1863, зокрема були пропозиції про
- Заснування національних товариств допомоги пораненим солдатам;
- Статус нейтральності й захисту щодо поранених;
- Використання волонтерів для подання допомоги на полі бою;
- Організацю нових конференцій, метою яких було б вписати ці концепції в обов'язкові для дотримання правові міжнародні договори;
- Запровадження спільного символу для медичного персоналу, за яким його можна було б розрізнити — пов'язки із червоним хрестом.

Наступного року швейцарський уряд запросив уряди всіх європейських країн, а також Сполучених Штатів, Бразилії та Мексики на офіційну дипломатичну конференцію. Своїх делегатів прислали до Женеви шістнадцять країн. 22 серпня 1864 року конференція затвердила першу Женевську конвенцію «Про покращення становища поранених в польових арміях». Її підписали представники 12 країн та королівств:
- Швейцарська конфедерація
- Велике герцогство Баденське
- Бельгійське королівство
- Велике герцогство Гессенське
- Данське королівство
- Італійське королівство
- Іспанське королівство
- Португальське королівство
- Нідерландське королівство
- Вюртемберзьке королівство
- Прусське королівство
- Французькаімперія

Конвенція складалася із 10 статей, які встановили перші обов'язкові правила, що гарантували нейтральність і захист під час збройного конфлікту пораненим солдатам, медичному персоналу й гуманітарним інституціям. Крім того конвенція встановила дві вимоги для визнання Міжнародним комітетом національного товариства допомоги:
- Національне товариство повинно мати визнання власного уряду
- Національний уряд відповідної країни повинен бути членом Женевської конвенції

Одразу ж після підписання Женевської конвенції національні товариства були засновані в Бельгії, Данії, Франції, Ольденбургу, Пруссії, Іспанії та Вюртембургу. Ще в 1864 році Луї Аппія та Шарль ван де Вельде, капітан нідерландської армії, стали першими незалежними й нейтральними делегатами, що розпочали діяльність під час збройного конфлікту під емблемою червоного хреста. Через три роки, в 1867 році, була скликана перша Міжнародна конференція національних товариств з медичної допомоги пораненим у війні.
Того ж, 1867 року, Анрі Дюнан був змушений оголосити банкрутство внаслідок невдач свого бізнесу в Алжирі, причиною якого почасти була його невтомна робота в Міжнародному комітеті. Невдачі в бізнесі й конфлікт із Гюставом Муаньє призвів до зняття Дюнана з посади секретаря Комітету та позбавлення членства в ньому. Дюнана звинуватили у фальшивому банкрутстві, й був виписаний ордер на його арешт. Він змушений був покинути рідне місто й ніколи туди не повертатися.
В наступні роки національні комітети руху були утворені майже у всіх європейських країнах. У 1876 році комітет утвердив назву «Міжнародний комітет Червоного Хреста», яка залишається чинною донині. Через п'ять років зусиллями Клари Бартон утворився Американський червоний хрест. Число країн, що підписали Женевську конвенцію збільшувалося, її положення стали виконуватися. Рух червоного хреста здобував повагу, до роботи національних комітетах зголошувалися численні добровольці.
Коли в 1901 році вперше вручалася Нобелівська премія миру, Норвезький Нобелівський комітет вирішив дати їх спільно Анрі Дюнану й Фредеріку Пассі — провідному пацифісту. Важливішою подією, ніж сама честь нагородження Нобелівською премією, було офіційне привітання від Міжнародного комітету Червоного Хреста, яке означало реабілітацію Анрі Дюнана й визнання тієї визначної ролі, яку він відіграв при утворенні Червоного Хреста. Ж. А. Дюнан помер через дев'ять років у маленькому швейцарському курортному містечку Гейден. Давній супротивник Дюнана, Гюстав Муаньє, помер двома місяцями раніше. Він президував у Комітеті довше, ніж будь-хто в його історії.
У 1906 - Женевська конвенція. 1867 року вперше була переглянута. Через рік Друга міжнародна мирна конференція у Гаазі прийняла Гаазьку конвенцію 1907, яка розширила дію Женевської конвенції на військові дії на морі. Перед Першою світовою війною, через 50 років після заснування Червоного Хреста й прийняття першої Женевської конвенції, у світі налічувалося 45 національних товариств допомоги пораненим. Рух вийшов за межі Європи й Північної Америки, до нього долучилися країни центральної й Південної Америки: Аргентина, Бразилія, Чилі, Куба, Мексика, Перу, Сальвадор, Уругвай, Венесуела; країни Азії: Китайська Республіка, Японія, Корея, Сіам; та Африки: Південно-Африканська Республіка.

#### Під час першої світової війни
З початком Першої світової війни, Міжнародний комітет Червоного Хреста зустрівся із надзвичайними складнощами, впоратися з якими зміг лише за сприяння національних товариств. Працівники Червоного Хреста прийшли на допомогу медичним службам європейських країн зі всього світу, включно з США та Японією. 15 жовтня 1914 року, Міжнародний комітет Червоного Хреста заснував Міжнародне агентство військовополонених, в якому до кінця 1914 вже працювало 1200 людей, здебільшого волонтерів. До кінця війни Агентство переслало понад 20 мільйонів листів та повідомлень, 1,9 мільйона передач й зібрало пожертвування на суму 18 мільйонів швейцарських франків. За сприяння Агентства близько 200 тисяч бранців змогли повернутися додому внаслідок обміну полоненими. Каталог Агентства за період з 1914 по 1923 роки зібрав понад 7 мільйонів карток, кожна з яких відповідала бранцю або пропалому безвісти. Цей каталог допоміг ідентифікувати понад 2 млн військовополонених і надав їм змогу встановити зв'язок із рідними. Зараз цей каталог позичений женевському Музею Міжнародного Червоного Хреста та Червоного Півмісяця. Право користуватися каталогом досі обмежене.
Упродовж війни Міжнародний комітет Червоного Хреста відстежував виконання сторонами конфлікту Женевських конвенцій 1907 року й у разі порушень, звертався до країни порушника зі скаргою. При першому в історії застосуванні хімічної зброї Червоний Хрест висловив палкий протест. Навіть не маючи мандату від Женевських конвенцій, Міжнародний комітет намагався покращити умови постраждалого цивільного населення. На територіях, які мали офіційний статус окупованих, Міжнародний комітет мав змогу допомагати цивільному населенню за умовами Гаазьких конвенцій 1899 та 1907 років. Ці конвенції були також правовою основою роботи Червоного Хреста з військовополоненими. Крім описаної вище роботи Міжнародного агентства, Червоний Хрест проводив інспектування таборів військовополонених. Протягом війни 41 делегат Червоного Хреста відвідав 524 табори на всій території Європи.
З 1916 по 1918 роки Міжнародний комітет Червоного Хреста опублікував низку поштових листівок з фотографіями з таборів військовополонених. На них було відображене щоденне життя бранців, отримання листів з дому тощо. Міжнародний комітет намагався таким чином вселити надію в серця родин військовополонених, зменшити непевність щодо долі близьких їм людей. Після війни Червоний Хрест організував повернення додому понад 420 тис. військовополонених. З 1920 року задача репатріації була передана щойно заснованій Лізі Націй, яка доручила роботу норвезькому дипломату Фрітьофу Нансену. Згодом його правовий мандат був розширений задачею надання допомоги біженцям і переміщеним особам. Нансен запровадив так званий нансенів паспорт, який видавався біженцям, що втратили своє громадянство. У 1922 році зусилля Нансена були відзначені Нобелівською премією миру.
За свою плідну роботу в часи війни Міжнародний комітет Червоного Хреста теж був нагороджений Нобелівською премією миру 1917 року. Ця премія була єдиною Нобелівською премію у проміжку часу з 1914 по 1918 роки.
У 1923 році Комітет змінив політику щодо обрання нових членів. Доти в Комітеті могли працювати тільки громадяни Женеви. Це обмеження було зняте, й тепер право залучення до Комітету набули всі швейцарці. Враховуючи досвід Першої світової війни, у 1925 був затверджений новий додаток до Женевської конвенції, що поставив поза законом використання як зброї удушливих та отруйних газів і біологічних чинників. Через чотири роки була переглянута сама Конвенція, й затверджена друга Женевська конвенція «щодо поводження з військовополоненими». Події війни та діяльність Червоного Хреста у воєнний період значно підняли репутацію й авторитет Комітету в міжнародному товаристві, й призвели до розширення сфери його діяльності.
У 1934 році з'явився й був затверджений Міжнародним комітетом проект нової конвенції щодо захисту мирного населення в період збройного конфлікту. На жаль, більшість урядів були мало зацікавленні у впровадженні цієї конвенції, й до початку Другої світової війни вона не набрала чинності.

#### Під час другої світової війни

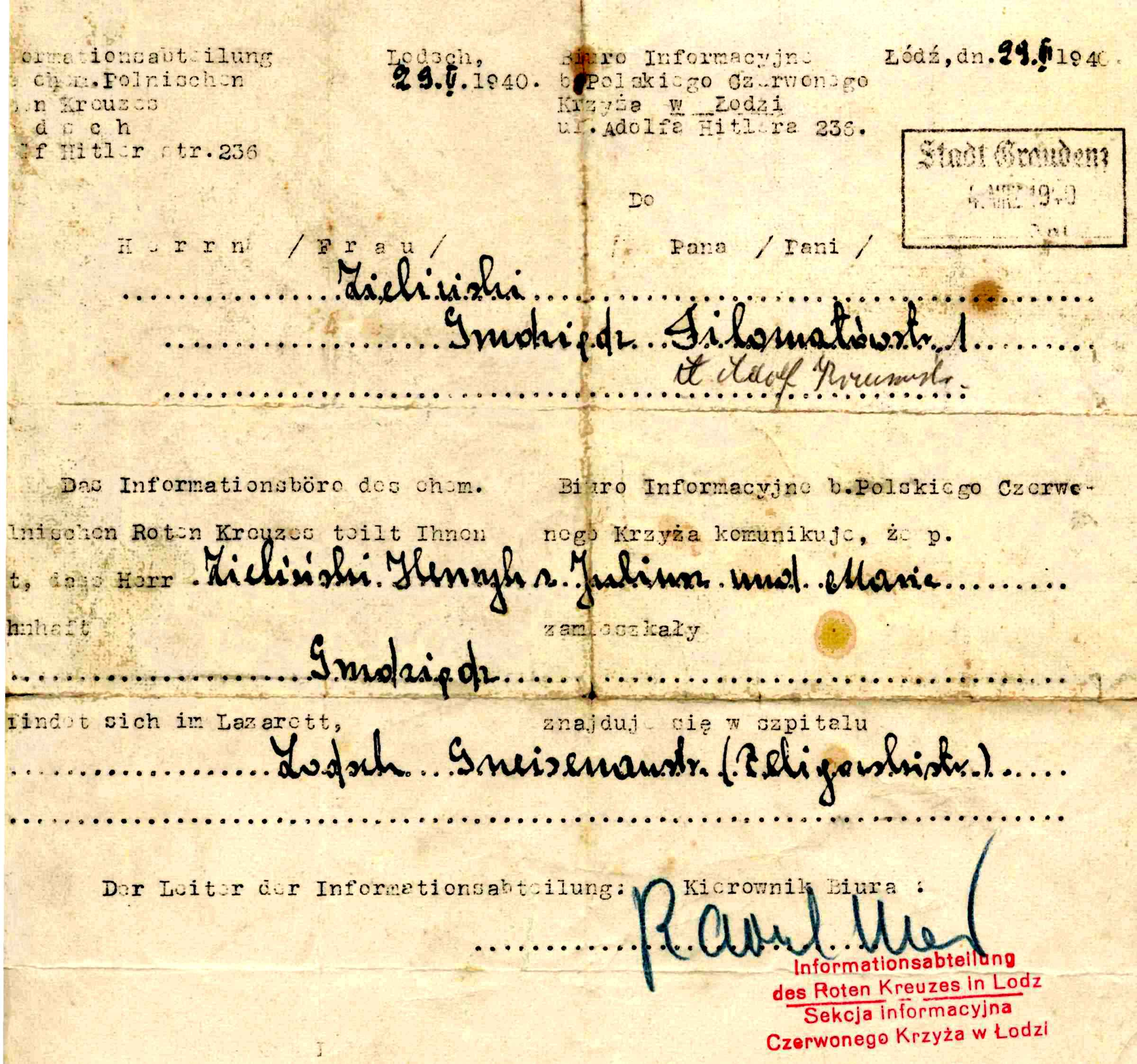
Повідомлення Червоного Хреста з Лодзі, Польща, 1940.

Правовою основою роботи Міжнародного комітету Червоного Хреста під час Другої світової війни була Женевська конвенція в редакції 1929 року. Діяльність комітету була аналогічна його діяльності в Першу світову війну: інспекція таборів військовополонених, організація допомоги мирному населенню, забезпечення можливості листування військовополоненим, повідомлення про пропалих безвісти. До кінця війни 179 делегатів провели 12 750 відвідувань таборів військовополонених у 41 країні. Центральне інформаційне агентство в питаннях військовополонених (Zentralauskunftsstelle für Kriegsgefangene) мало 3 тис. працівників, каталог бранців налічував 45 мільйонів карток, Агентство забезпечило пересилку 120 млн листів. Значною перешкодою було те, що Німецький Червоний Хрест, який контролювали нацисти, відмовлявся дотримуватися женевських статей. Серед порушень була депортація євреїв з Німеччини та знищення євреїв у нацистських концентраційних таборах. Крім того Радянський Союз та Японія не були членами Женевської конвенції 1929 року й не мали легальних зобов'язань щодо дотримання її вимог.
Міжнародний комітет Червоного Хреста не зміг досягти домовленості з нацистською Німеччиною щодо поводження із людьми в концентраційних таборах, і врешті-решт припинив чинити тиск, щоб не поставити під загрозу роботу із військовополоненими. Він також не зміг отримати задовільної відповіді щодо таборів смерті та масового винищення європейських євреїв, циган тощо. В листопаді 1943 Міжнародний комітет отримав дозвіл на посилки в концентраційні табори в тих випадках, коли були відомі імена й місцезнаходження адресатів. Оскільки повідомлення про отримання посилок часто підписували інші в'язні, Міжнародний комітет зумів визначити особи приблизно 105 тисяч в'язнів і передати близько 1,1 млн посилок, в основному в Дахау, Бухенвальд, Равенсбрюк та Сахсенгаузен.
Відомо, що швейцарський офіцер Моріс Россель, делегат від Міжнародного Червоного Хреста в Берліні, відвідав Аушвіц у 1943 та Терезінштадт у 1944. Його спогади були записані Клодом Ланцманном у 1979 у документальному фільмі «Відвідувач від живих».

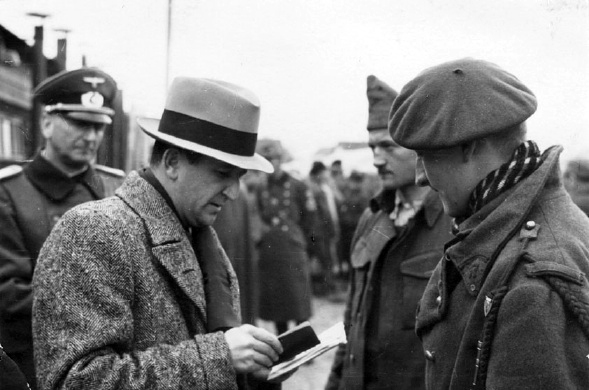
Марсель Жуно, делегат Міжнародного комітету Червоного Хреста в таборі військовополонених у Німеччині.
(© Benoit Junod, Switzerland)

12 березня 1945 президент Міжнародного комітету Червоного Хреста Якоб Буркгардт отримав повідомлення від генерала СС Ернста Кальтенбруннера з позитивною відповіддю на вимогу Червоного Хреста відвідування концентраційних таборів. Німеччина поставила умову, що делегати повинні залишатися в таборах до кінця війни. Міжнародний комітет надіслав 10 делегатів. Один із них, Луї Гефлігер, зумів запобігти знищенню Маутгаузен-Гузена, повідомивши американські війська про плани німців, чим врятував близько 60 тисяч в'язнів. Міжнародний комітет засудив його дії, оскільки вони були власною ініціативою, що
поставила під ризик нейтральність Червоного Хреста у війні. Репутація Гефлігера була реабілітована тільки в 1990 році.
Інший визначний приклад гуманності продемонстрував Фрідріх Борн, делегат Міжнародного комітету в Будапешті. Він врятував життя від 11 до 15 тисяч євреїв. Женевський лікар Марсель Жуно був одним із перших європейців, що відвідали Хіросіму після ядерного бомбардування.
У 1944 Міжнародний комітет Червоного Хреста отримав другу Нобелівську премію миру. Як і під час Першої світової війни, ця премія була єдиною в період війни з 1939 по 1945. Після війни Міжнародний комітет працював із національними товариствами, намагаючись надати допомогу країнам, що постраждали від війни найбільше. У 1948 Комітет опублікував звіт, в якому описувалася його діяльність під час війни. З 1996 архів Міжнародного комітету за цей період відкритий для академічних і публічних досліджень.

#### У післявоєнний період

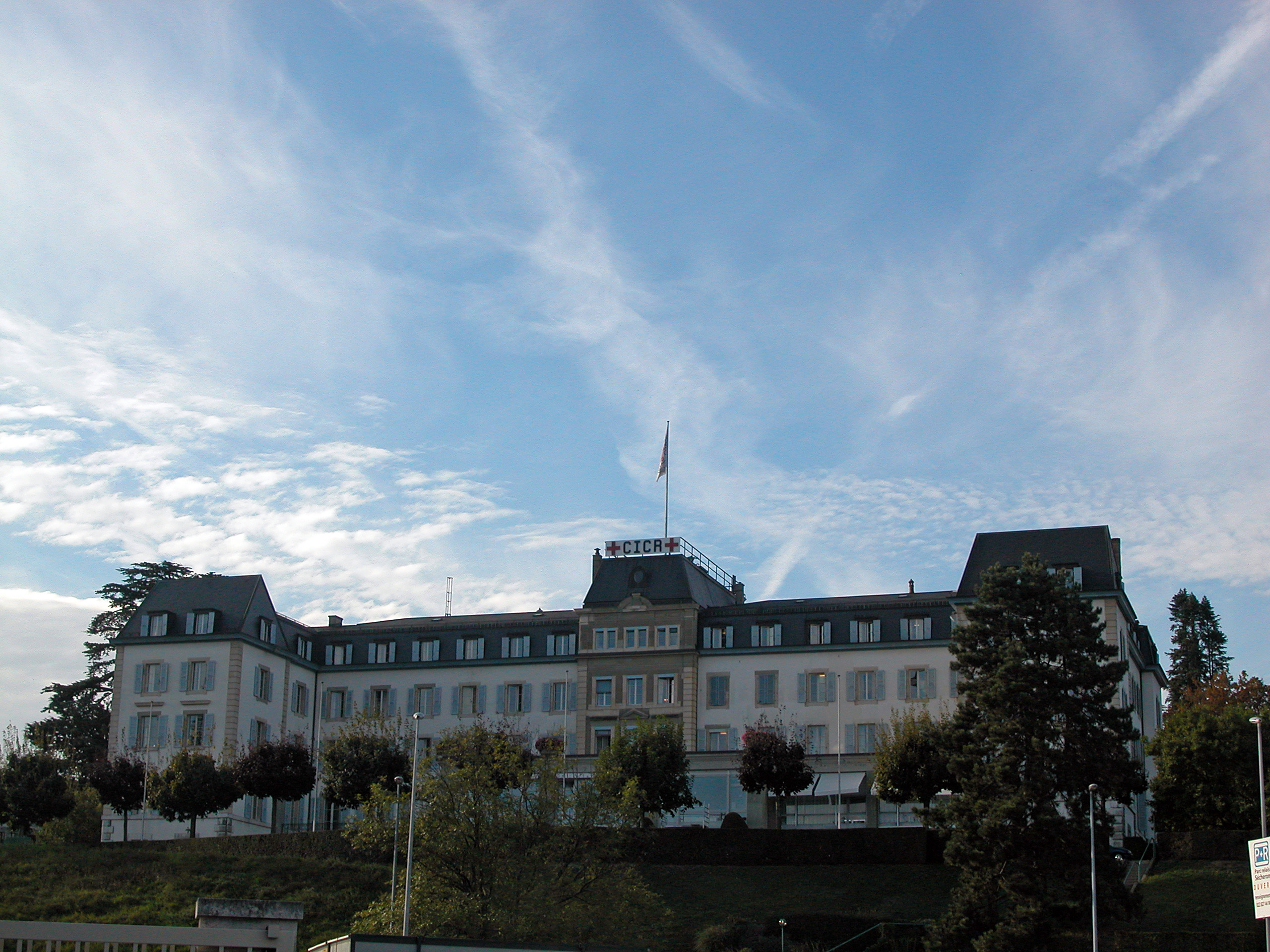
Штаб-квартира Міжнародного комітету Червоного Хреста в Женеві

12 серпня 1949 року були затверджені нові зміни до двох попередніх Женевських конвенцій. Додаток «щодо покращення умов поранених, хворих членів збройних сил на морі, та тих, що постраждали від корабельних катастроф», який тепер називають другою женевською конвенцією, був включений в основний текст Женевської конвенції як спадкоємець Гаазької конвенції 1907. Женевська конвенція «щодо поводження з військовополоненими» від 1929 року була другою з історичної точки зору, але після 1949 її стали називати третьою, оскільки вона з'явилася пізніше від Гаазької. Враховуючи досвід Другої світової війни, була затверджена Четверта женевська конвенція «щодо захисту мирного населення в часи війни». Додаткові протоколи від 8 червня 1977 року проголосили, що конвенції мають силу й під час внутрішніх конфліктів, наприклад, громадянських воєн. На сьогодні чотири конвенції та додаткові протоколи до них містять понад 600 статей у порівнянні з 10 статтями початкової Женевської конвенції 1864 року.
Перед столітнім ювілеєм, у 1963 році, Міжнародний комітет Червоного Хреста разом із Міжнародною федерацією товариств Червоного Хреста та Червоного Півмісяця, отримав третю Нобелівську премію миру. Починаючи з 1993, право бути делегатами Міжнародного комітету отримали нешвейцарські громадяни. Відтоді число таких працівників Міжнародного комітету досягло 35 %.

У 2000-х роках МКЧХ активно працював у зонах конфлікту в Афганістані і створив шість центрів фізичної реабілітації для допомоги жертвам наземних мін. Їх підтримка поширюється на національні та міжнародні збройні сили, цивільне населення та збройну опозицію. Вони регулярно відвідують затриманих, які перебувають під вартою афганського уряду і міжнародних збройних сил, але з 2009 року також іноді мають доступ до людей, затриманих талібами. Вони забезпечили базову підготовку з надання першої медичної допомоги та надали аптечки як афганським силам безпеки, так і членам Талібану, оскільки, за словами речника МКЧХ, «статут МКЧХ передбачає, що до всіх сторін, які постраждали від військових дій, ставитимуться максимально справедливо». У серпні 2021 року, коли сили під проводом НАТО відступили з Афганістану, МКЧХ вирішив залишитися в країні, щоб продовжити свою місію з надання допомоги та захисту жертв конфлікту. Починаючи з червня 2021 року, у закладах, що підтримуються МКЧХ, було надано допомогу понад 40 000 осіб, поранених під час збройних протистоянь.

### Міжнародна федерація Червоного Хреста та Червоного Півмісяця

#### Історія
В 1919 році представники національних товариств Червоного Хреста Великої Британії, Франції, Італії, Японії та США зібралися в Парижі, щоб заснувати «Лігу національних товариств Червоного Хреста» (англ. League of Red Cross Societies). Цей крок був спробою розширити діяльність МКЧХ, який тоді обмежувався гуманітарною допомогою лише під час збройних конфліктів. Планувалося додати до фронту робіт гуманітарну діяльність від стихійних та антропогенних лих. Червоний хрест США став ініціатором утворення ліги, оскільки вже мав значний досвід гуманітарної діяльності в таких ситуаціях.

## Символи руху

### Червоний хрест

Червоний Хрест

Червоний хрест на білому тлі був першим захисним символом, який був затверджений в 1864 році Женевською конвенцією. Він повторював швейцарський прапор, було змінено лише кольори — хрест став червоним, а тло білим. Це є цілком зрозумілим, оскільки засновник міжнародного комітету Анрі Дюнан був швейцарцем.

### Червоний півмісяць

Червоний Півмісяць

Під час російсько-турецької війни (1876-1878), Османська імперія використовувала символ Червоного Півмісяця замість Червоного Хреста, оскільки уряд вважав цей символ образливим для мусульманських солдатів. В 1877 році МКЧХ зобов'язав Російську імперію, в повній мірі поважати недоторканість всіх осіб та будівель, які знаходяться під захистом Червоного Півмісяця. Згодом аналогічне зобов'язання, щодо Червоного Хреста було отримано від уряду Османської імперії.

### Червоний кристал

Червоний Кристал

Символ був визнаний офіційно як «Емблема третього протоколу» 8 грудня 2005 року з метою включення як повного члена ізраїльської організації Маґен Давід Адом (Червона зірка Давида). Неофіційно він відомий як «червоний кристал».

### Червоний лев із сонцем

Червоний лев із сонцем

Символ використовувався іранською організацією Червоний лев із сонцем і був визнаний Міжнародним рухом у 1923 році.

### Червона зірка Давида

Червона зірка Давида

Червона зірка Давида — символ ізраїльської організації Маґен Давід Адом. Вона не є офіційно визнаним символом Міжнародного руху Червоного Хреста і Червоного півмісяця. Рух неодноразово відмовляв у її визнанні, аргументуючи це тим, що червоний хрест не є символом християнства, а зроблений за зразком прапора Швейцарії зі зміною кольорів. Якщо допустити єврейський символ, то на аналогічний зможе претендувати будь-яка релігійна організація. Під тиском Національного комітету США, який з 2000 по 2006 рік відмовлявся платити Міжнародному комітету членські внески, було запропоновано і визнано новий символ — червоний кристал.

## Виноски
1. ↑  https://international-review.icrc.org/articles/international-committee-red-cross-was-founded-february-17-1863
2. ↑  Hoyland, Greg (2016). Christianity : a complete introduction. London. ISBN 978-1-4736-1578-6. OCLC 930663085.
3. ↑  Sending, Ole Jacob, ред. (20 серпня 2015). Diplomacy and the Making of World Politics. doi:10.1017/cbo9781316162903. Процитовано 15 вересня 2022.
4. ↑  Convention de Genève pour l'amélioration du sort des blessés et des malades dans les armées en campagne, du 27 juillet 1929. Revue Internationale de la Croix-Rouge et Bulletin international des Sociétés de la Croix-Rouge. Т. 11, № 127. 1929-07. с. 551. doi:10.1017/s1026881200033985. ISSN 1026-8812. Процитовано 15 вересня 2022.
5. ↑  Bennett, Angela (2013). The Geneva Convention : the Hidden Origins of the Red Cross. New York: The History Press. ISBN 978-0-7524-9582-8. OCLC 852756997.
6. ↑  Resoluciones y votos de la Conferencia Internacional de Ginebra, 26-29 de octubre de 1863 - CICR. www.icrc.org (es-es) . 29 жовтня 1863. Процитовано 15 вересня 2022.
7. ↑  Treaties, States parties, and Commentaries - States Parties - Convention for the Amelioration of the Condition of the Wounded in Armies in the Field. Geneva, 22 August 1864. ihl-databases.icrc.org. Процитовано 15 вересня 2022.
8. ↑  Dromi, Shai M. (2016-03). For good and country: nationalism and the diffusion of humanitarianism in the late nineteenth century: For good and country. The Sociological Review Monographs (англ.). Т. 64, № 2. с. 79—97. doi:10.1002/2059-7932.12003. Процитовано 15 вересня 2022.
9. ↑  The story of my childhood,. Library of Congress, Washington, D.C. 20540 USA. Процитовано 15 вересня 2022.
10. ↑  Romain Rolland et la Croix-Rouge: Romain Rolland, Collaborateur de l'Agence internationale des prisonniers de guerre. International Review of the Red Cross (фр.). Процитовано 15 вересня 2022.
11. ↑  Understanding the Hague Convention. travel.state.gov. Процитовано 15 вересня 2022.
12. ↑  VIVANT QUI PASSE. AUSCHWITZ 1943 - THERESIENSTADT 1944. R: Lanzmann [FR, 1997]. Cine-holocaust.de. Архів оригіналу за 28 квітня 2013. Процитовано 14 квітня 2009.
13. ↑  "ICRC in Afghanistan : latest update, Jan-May 1995 / International Committee  of the Red Cross (ICRC). ". University of Arizona Libraries. 1995.
14. ↑  ICRC trains Taliban in first aid. BBC News (брит.). 26 травня 2010. Процитовано 15 вересня 2022.
15. ↑  Why the ICRC will remain in Afghanistan. SWI swissinfo.ch (англ.). Процитовано 15 вересня 2022.